# Empis picipes
Empis picipes är en tvåvingeart som beskrevs av Johann Wilhelm Meigen 1804. Empis picipes ingår i släktet Empis och familjen dansflugor. Arten är reproducerande i Sverige. Inga underarter finns listade i Catalogue of Life.

## Bildgalleri

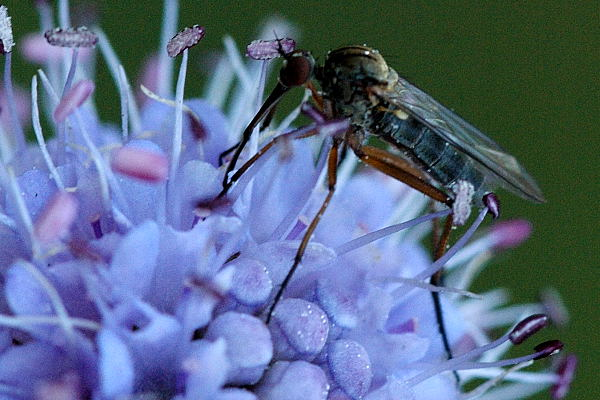